# Ramírez
Ramírez ist ein patronymisch gebildeter spanischer Familienname mit der Bedeutung „Sohn des Ramiro“. Es tritt, auch im spanischen Sprachraum, vereinzelt auch die Form Ramirez auf.

## Namensträger

### A
- Abel Ramírez Águilar (1943–2021), mexikanischer Bildhauer
- Abel Ramírez Herrera (1921–2012), mexikanischer Fußballspieler
- Adolfo Venancio Hall Ramírez (1866–1885), guatemaltekischer Soldat
- Albert Ramírez (* 1992), venezolanischer Boxer
- Alejandro Ramírez (Wirtschaftswissenschaftler) (1777–1821), spanischer Wirtschaftswissenschaftler
- Alejandro Ramírez (Sänger) (* 1946), kolumbianischer Sänger (Tenor)
- Alejandro Ramírez (Schachspieler) (Alejandro Tadeo Ramírez Álvarez; * 1988), costa-ricanischer Schachspieler
- Alejandro Ramírez (Fußballspieler) (Alejandro Junior Ramírez Zárate; * 1991), peruanischer Fußballspieler
- Alejandro Ramírez Calderón (* 1981), kolumbianischer Radrennfahrer
- Alfredo Ramírez (* 1954), spanischer Generalleutnant
- Alexei Ramírez (* 1981), kubanischer Baseballspieler
- Andrea Ramírez (Leichtathletin) (* 1992), mexikanische Leichtathletin
- Andrea Ramírez (Radsportlerin) (* 1999), mexikanische Radsportlerin
- Andrea Ramírez (Taekwondoin) (* 1998), kolumbianische Taekwondoin
- Aníbal Ramírez (1903–1962), chilenischer Fußballspieler
- Anna Ramírez (* 1981), spanische Radrennfahrerin
- Antonia Ramírez (* 2005), chilenische Leichtathletin
- Antonio José Ramírez Salaverría (1917–2014), venezolanischer Geistlicher, Bischof von Maturín
- Aramis Ramírez (* 1978), dominikanischer Baseballspieler
- Ariel Ramírez (1921–2010), argentinischer Komponist
- Arturo Antonio Szymanski Ramírez (1922–2018), mexikanischer Geistlicher, Erzbischof von San Luis Potosí
- Arthur P. Ramirez (* 1956), US-amerikanischer Physiker
- Atilio Ramírez (* 1953), uruguayischer Fußballspieler
- Augusto Ramírez Ocampo (1934–2011), kolumbianischer Politiker

### B
- Brandon Ramírez (Brandon Stanley Ramírez García, * 2008), salvadorianischer Fußballspieler

### C
- Carlos Ramírez (Sänger) (1916–1986), kolumbianischer Sänger (Bariton) und Schauspieler
- Carlos Ramírez (Schachspieler) (* 1959), kolumbianischer Schachspieler
- Carlos Ramírez (Reiter), kolumbianischer Springreiter
- Carlos Ramírez (Judoka) (* 1970), salvadorianischer Judoka
- Carlos Ramírez (Fußballspieler) (* 1987), uruguayischer Fußballspieler
- Carlos Ramírez (Baseballspieler) (* 1991), dominikanischer Baseballspieler
- Carlos Ramírez (Radsportler) (* 1994), kolumbianischer Radsportler
- Carlos Talavera Ramírez (1923–2006), mexikanischer Geistlicher, Bischof von Coatzacoalcos
- Carolina Ramírez (* 1983), kolumbianische Schauspielerin
- Casey Ramirez (* 1989), US-amerikanische Fußballspielerin
- César Ramírez (* 1990), mexikanischer Tennisspieler
- Cesáreo Victorino Ramírez (1947–1999), mexikanischer Fußballspieler
- Cierra Ramirez (* 1995), US-amerikanische Schauspielerin
- Cindy María Ramírez (* 1989), kolumbianische Volleyballspielerin
- Christian Ramirez (* 1990), US-amerikanischer Fußballspieler
- Christian Ramírez (* 1988), honduranischer Fußballschiedsrichter
- Coki Ramírez (* 1980), argentinische Sängerin und Fernsehmoderatorin
- Concepción Ramírez (1942–2021), guatemaltekische indigene Frau der Ethnie Tz'utujil
- Cristian Ramírez (* 1994), ecuadorianischer Fußballspieler
- Cristóbal Ramírez de Cartagena (vor 1550–1594), spanischer Jurist, Vizekönig von Peru
- Cuauhtémoc Sandoval Ramírez († 2012), mexikanischer Politiker

### D
- Dania Ramírez (* 1979), dominikanische Schauspielerin
- Daniella Ramirez (* 2001), US-amerikanische Synchronschwimmerin
- Danny Ramirez (* 1992), US-amerikanischer Schauspieler
- Dariel Alarcón Ramírez (1939–2016), kubanischer Revolutionär und Militär
- Darwin Rudy Andino Ramírez (* 1959), honduranischer Geistlicher, Bischof von Santa Rosa de Copán
- David Ospina Ramírez (* 1988), kolumbianischer Fußballspieler, siehe David Ospina
- Delia Ramirez (* 1983), US-amerikanische Politikerin
- Diego Ramírez de Arellano (um 1580–1624), spanischer Seefahrer und Kosmograf
- Diego Ramírez de Villaescusa (1459–1537), spanischer Geistlicher, Bischof von Málaga und Cuenca
- Dixon Ramírez (Dixon Fermín Ramírez Rochez, * 2001), honduranischer Fußballspieler

### E
- Édgar Ramírez (* 1977), venezolanischer Schauspieler
- Edgar Ramírez (* 1998), mexikanischer Leichtathlet
- Eduardo Gonzalo Ramírez (* 1983), spanischer Radrennfahrer
- Efren Ramirez (* 1973), US-amerikanischer Schauspieler, Filmproduzent und Komponist
- Eleuterio Ramírez Molina (1837–1879), chilenischer Nationalheld
- Enorbel Márquez-Ramirez (* 1974), deutscher Baseballspieler
- Enrique Jiménez Ramírez, genannt Enrique de Melchor (* 1951), spanischer Flamencogitarrist
- Ernesto Ramírez Alonso (1917–2007), mexikanischer Schauspieler, Fernsehregisseur und -Produzent, siehe Ernesto Alonso
- Evita Ramirez (* 2003), französische Tennisspielerin
- Exequiel Ramírez (1924–2000), chilenischer Radrennfahrer

### F
- Federico Ramírez (* 1975), costa-ricanischer Radrennfahrer
- Felipe Ramírez Ramírez (1935–2015), mexikanischer Organist, Komponist
- Félix María Ramírez Barajas (* 1962), kolumbianischer Geistlicher und Bischof von Málaga-Soatá
- Francesc Ramírez (* 1976), andorranischer Fußballspieler
- Francisca Ramírez Tórrez (* 1977), nicaraguanische Bauernführerin
- Francisco Ramírez (Bischof) († 1564), peruanischer Geistlicher, Bischof von Cuzco
- Francisco Ramírez (Politiker) (1786–1821), argentinischer Politiker
- Francisco Ramírez Gámez (* 1965), mexikanischer Fußballspieler
- Francisco Ramírez Medina (* 1828), puerto-ricanischer Freiheitskämpfer
- Francisco Ramírez Navarro (* 1939), mexikanischer Priester, Weihbischof in Tlalnepantla
- Francisco Javier Ramírez Acuña (* 1952), mexikanischer Politiker
- Francisco Medina Ramírez (1922–1988), mexikanischer Ordensgeistlicher, Prälat von El Salto
- Franklin Lobos Ramírez (* 1957), chilenischer Fußballspieler
- Frederick Ramirez (* 1998), philippinischer Sprinter

### G
- Gastón Ramírez (* 1990), uruguayischer Fußballspieler
- Gilberto Ramírez (* 1991), mexikanischer Boxer
- Gloria Ramirez (1963–1994), US-amerikanische Bürgerin
- Gregorio José Ramírez y Castro (1796–1823), costa-ricanischer Politiker, Staatschef 1823
- Gustavo Ramírez (* 1986), paraguayischer Tennisspieler

### H
- Hanley Ramírez (* 1983), dominikanischer Baseballspieler
- Héctor Ramírez (Boxer), kubanischer Boxer
- Héctor Ramírez (Turner) (* 1943), kubanischer Turner
- Heliodoro Escalante Ramírez (1895–1970), mexikanischer Diplomat
- Hermenegildo Ramírez Sánchez (1929–2022), mexikanischer Ordensgeistlicher, römisch-katholischer Prälat von Huautla
- Hermes Ramírez (1948–2024), kubanischer Leichtathlet
- Hernán Ramírez Ávila (* 1941), chilenischer Arzt, Komponist und Musikpädagoge
- Hernando Rojas Ramírez (1924–2002), kolumbianischer römisch-katholischer Geistlicher, Bischof von Neiva
- Hugo López-Gatell Ramírez (* 1969), mexikanischer Epidemiologe und Hochschullehrer
- Huracán Ramírez (Daniel García Arteaga; 1926–2006), mexikanischer Wrestler

### I
- Ignacio Ramírez (Politiker) (1818–1879), mexikanischer Politiker
- Ignacio Ramírez (Fußballspieler), mexikanischer Fußballspieler
- Ignacio Ramírez (* 1997), uruguayischer Fußballspieler, siehe Juan Ignacio Ramírez
- Ilich Ramírez Sánchez (Carlos; * 1949), venezolanischer Terrorist

### J
- Jaime Ramírez (Fußballspieler, 1931) (Jaime Ramírez Banda; 1931–2003), chilenischer Fußballspieler
- Jaime Ramírez (Fußballspieler, 1967) (Jaime Patricio Ramírez Manríquez; * 1967), chilenischer Fußballspieler
- Jaime Ramírez (Radsportler) (* 1989), kolumbianischer Radrennfahrer
- Janina Ramirez (* 1980), britische Kultur- und Kunsthistorikerin
- Javier Ramírez (* 1978), spanischer Radrennfahrer
- Jesus Ramirez (* 1979), spanischer Radrennfahrer
- Jesús Ramírez (Basketballtrainer) (* 1979), spanischer Basketballtrainer
- Jonathan Ramírez (* 1990), uruguayischer Fußballspieler
- Jorge Ramírez (Fußballspieler) (* 1986), uruguayischer Fußballspieler
- Jorge Meléndez Ramírez (1871–1953), salvadorianischer Politiker, Präsident 1919 bis 1923
- Jorge Quiroga Ramírez (* 1960), bolivianischer Politiker
- José Ramirez I (1858–1923), spanischer Gitarrenbauer
- José Ramirez II (1885–1957), spanischer Gitarrenbauer
- José Ramírez III (1922–1995), spanischer Gitarrenbauer
- José Ramirez IV (1953–2000), spanischer Gitarrenbauer
- José Ramírez (Schiedsrichter) (* 1962), mexikanischer Fußballschiedsrichter
- José Ramírez (Baseballspieler, 1990) (* 1990), dominikanischer Baseballspieler
- José Ramírez (Baseballspieler, 1992) (* 1992), dominikanischer Baseballspieler
- José Ramírez (Boxer) (* 1992), US-amerikanischer Boxer
- José Ramírez Conde (1940–1987), dominikanischer Maler
- José Alejandro Bernales Ramírez (1949–2008), chilenischer Polizeibeamter
- José Aurelio Ramírez Mateos (1852–1904), mexikanischer Biologe
- José David Ramírez (* 1995), mexikanischer Fußballspieler
- José Domingo Ramírez Garrido (1888–1958), mexikanischer Diplomat
- José Eduardo Alvarez Ramírez (1922–2000), römisch-katholischer Bischof
- José Fernando Ramírez (1804–1871), mexikanischer Historiker, Politiker und Autor
- José Gustavo Angel Ramírez (1934–2013), kolumbianischer Ordensgeistlicher, Apostolischer Vikar von Mitú
- José de Jesús Ramírez Ruvalcaba (* 1957), mexikanischer Fußballspieler
- José Luis Ramírez (Fußballspieler) (Chiturris; * um 1940), mexikanischer Fußballspieler
- José Luis Ramírez (Boxer) (* 1958), mexikanischer Boxer
- Juan Ramírez (Schauspieler), Schauspieler
- Juan Ramírez (Boxer), kubanischer Boxer
- Juan Alberto Ayala Ramírez (* 1973), venezolanischer Geistlicher, Weihbischof in San Cristóbal de Venezuela
- Juan Andrés Ramírez (1946–2025), uruguayischer Rechtsanwalt und Politiker
- Juan Carlos Ramírez (Fußballspieler) (* 1972), kolumbianischer Fußballspieler und -trainer
- Juan Carlos Ramírez (Tennisspieler) (* 1988), paraguayischer Tennisspieler
- Juan Carlos Ramírez Abadía (* 1963), kolumbianischer Drogenhändler
- Juan Diego Ramírez (* 1971), kolumbianischer Radrennfahrer
- Juan de Dios Ramírez Perales (* 1969), mexikanischer Fußballspieler
- Juan Edgardo Ramírez (* 1993), argentinischer Fußballspieler
- Juan Hernández Ramírez (* 1965), mexikanischer Fußballspieler
- Juan Ignacio Ramírez (* 1997), uruguayischer Fußballspieler
- Juan Navarro Ramírez (1912–1970), mexikanischer Geistlicher, Bischof von Ciudad Altamirano
- Juan Zacarías Ramírez (* 1961/1965), paraguayischer Fußballspieler
- Julian Ramirez (* 1989), mexikanischer Eishockeyspieler
- Julio Ramírez (Fußballspieler, I), paraguayischer Fußballspieler
- Julio Ramírez (Fußballspieler, II), peruanischer Fußballspieler
- Julio Ramírez (Leichtathlet) (* 1917), uruguayischer Leichtathlet
- Julio Ramírez (Fußballtrainer), Fußballtrainer
- Julio Ramírez (Fußballspieler, 1974) (Julio César Ramirez Villa; * 1974), uruguayischer Fußballspieler
- Julio Ramírez (Baseballspieler) (* 1977), dominikanischer Baseballspieler
- Julio Ramírez (Fußballspieler, 1991) (* 1991), peruanischer Fußballspieler
- Julio Ramírez (Fußballspieler, 1992) (Julio Gonzalo Ramírez; * 1992), argentinischer Fußballspieler
- Julio Martínez Ramírez, kubanischer Politiker (PCC)

### K
- Kevin Ramírez (Fußballspieler, 1994) (Kevin Federik Ramírez Dutra), uruguayischer Fußballspieler
- Kevin Ramírez (Fußballspieler, 2002) (Kevin Estuardo Ramírez Siguenza), guatemaltekischer Fußballspieler

### L
- Larry Ramirez (1938–2023), US-amerikanischer Musikinstrumentenbauer
- Leonardo Ramírez (* 1983), peruanischer Tennisspieler
- Leonel Ramírez (1938–1999), chilenischer Fußballspieler
- Leslie Ramírez (* 1996), US-amerikanisch-guatemaltekisch-mexikanische Fußballspielerin
- Liana Ramirez (* 1998), US-amerikanische Schauspielerin
- Libardo Ramírez Gómez (* 1933), kolumbianischer Geistlicher, Bischof von Garzón
- Lorenzo Ramírez de Prado (1583–1658), spanischer Autor und Politiker
- Luis Ramírez (Turner) (* 1948), kubanischer Turner
- Luis Ramírez (Szenenbildner) (1968–2004), spanischer Szenenbildner
- Luis Ramírez (Fußballspieler, 1977) (Luis Alfredo Ramírez; * 1977), honduranischer Fußballspieler
- Luis Ramírez (Fußballspieler, 1984) (Luis Alberto Ramírez; * 1984), peruanischer Fußballspieler
- Luis Ramírez (Fußballspieler, 1992) (* 1992), mexikanischer Fußballtorwart
- Luis Ramírez Lucena (um 1465–um 1530), spanischer Schachspieler und -autor
- Luis Ramírez Zapata (Pelé Zapata; * 1954), salvadorianischer Fußballspieler
- Luis Gabriel Ramírez Díaz (1965–2023), kolumbianischer Geistlicher, Bischof von Ocaña

### M
- Manny Ramirez (* 1972), dominikanischer Baseballspieler
- Manuel Ramírez (Gitarrenbauer) (1864–1916), spanischer Gitarrenbauer
- Manuel Ramírez (Fußballspieler), chilenischer Fußballspieler
- Manuel Ramírez de Carrión († 1652), Taubstummenpädagoge
- Manuel Ramírez Jiménez (1940–2015), spanischer Jurist und Politikwissenschaftler
- Marcelo Ramírez (* 1965), chilenischer Fußballspieler
- Marco Ramírez (Blindenfußballspieler), mexikanischer Fußballspieler
- Marco Antonio Ramírez (* 1944), mexikanischer Fußballspieler
- Marco Tulio Ramírez Roa (1923–1998), venezolanischer Geistlicher, Bischof von San Cristóbal de Venezuela
- Marcos Ramírez (* 1997), spanischer Motorradrennfahrer
- Mari Carmen Ramírez (* 1950), amerikanische Kunsthistorikerin
- María José Portillo Ramírez (* 1999), mexikanische Tennisspielerin
- María Teresa Ramírez (* 1954), mexikanische Schwimmerin
- Mariana Ramírez Nieto (* 2002), kolumbianische Tennisspielerin
- Marisa Ramirez (* 1977), US-amerikanische Schauspielerin
- Marta Lucía Ramírez (* 1954), kolumbianische Rechtsanwältin und Politikerin
- Martín Ramírez (* 1960), kolumbianischer Radrennfahrer
- Mayra Ramírez (* 1999), kolumbianische Fußballspielerin
- Miguel Ramírez (* 1970), chilenischer Fußballspieler
- Misael Vacca Ramírez (* 1955), kolumbianischer Geistlicher, Erzbischof von Villavicencio
- Moisés Ramírez (* 2000), ecuadorianischer Fußballspieler
- Mynor Ramírez (* 1972), guatemaltekischer Ringer

### N
- Narciso Ramírez (* vor 1972), mexikanischer Fußballspieler
- Nicolás Ramírez (Fußballspieler, 1974) (* 1974), mexikanischer Fußballspieler
- Nicolás Ramírez (Fußballspieler, 1988) (* 1988), argentinischer Fußballspieler
- Nicolás Ramírez (Fußballspieler, 1997) (* 1997), chilenischer Fußballspieler

### O
- Orlando Ramírez (Fußballspieler) (1943–2018), chilenischer Fußballspieler
- Orlando Ramírez (Baseballspieler) (* 1951), kolumbianischer Baseballspieler
- Óscar Ramírez (* 1964), costa-ricanischer Fußballspieler und -trainer
- Oswaldo Ramírez (* 1947), peruanischer Fußballspieler

### P
- Pablo Padilla Ramírez (* 1907), mexikanischer Diplomat
- Paúl Ramírez (1986–2011), venezolanischer Fußballspieler
- Paula Ramírez (* 1996), spanische Synchronschwimmerin
- Pedro Ramírez (Sportschütze) (* 1939), puerto-ricanischer Sportschütze
- Pedro Ramírez (Fußballspieler) (Pedro Antonio Ramírez Paredes; * 1992), venezolanischer Fußballspieler
- Pedro Ramírez (Ringer) (Pedro Ramírez Camarillo; * 1994), mexikanischer Ringer
- Pedro Ramírez Vázquez (1919–2013), mexikanischer Architekt und Sportfunktionär
- Pedro Aguayo Ramírez (1979–2015), mexikanischer Wrestler
- Pedro Esqueda Ramírez (1887–1927), mexikanischer Priester und Märtyrer
- Pedro J. Ramírez (Pedro José Ramírez Codina; * 1952), spanischer Journalist
- Pedro Luis Ramírez (auch Stan Parker; * 1919), spanischer Filmregisseur
- Pedro Pablo Ramírez (1884–1962), argentinischer Politiker, Präsident 1943/1944
- PJ Ramirez (* 1991), US-amerikanischer Filmkomponist

### R
- Rafael Ramírez (Maler) (* 1959), peruanisch-belgischer Maler
- Rafael Ramírez (Politiker) (* 1963), venezolanischer Politiker
- Rafael Ramírez (Fußballspieler, 1986) (* 1986), dominikanischer Fußballspieler
- Rafael Ramírez (Fußballspieler, 1992) (* 1992), mexikanischer Fußballtorhüter
- Rafael Ramírez Domínguez (* 1965), spanischer Fußballschiedsrichter
- Rafael Ramírez Heredia (1942–2006), mexikanischer Literaturwissenschaftler und Schriftsteller
- Ram Ramirez (1913–1994), US-amerikanischer Pianist
- Ramón Ramírez (* 1969), mexikanischer Fußballspieler
- Raúl Ramírez (Schauspieler) (1927–2014), mexikanischer Schauspieler, Drehbuchautor und Regisseur
- Raúl Ramírez (Tennisspieler) (* 1953), mexikanischer Tennisspieler
- Rene Ramirez (* 1969), philippinisch-australischer römisch-katholischer Ordensgeistlicher, Weihbischof in Melbourne
- Renzo Ramírez (* 1996), uruguayischer Fußballspieler
- Rex Ramirez (* 1967), philippinischer Geistlicher, römisch-katholischer Bischof von Naval
- Rhina Ramírez (* 1945), dominikanische Sängerin
- Ricardo Ramirez (* 1936), US-amerikanischer Geistlicher, Bischof von Las Cruces
- Ricardo Ramírez-Hernández (* 1968), mexikanischer Jurist und Hochschullehrer
- Richard Ramírez (1960–2013), US-amerikanischer Serienmörder
- Richard Ramirez (Musiker), amerikanischer Musiker, Labelbetreiber und Modedesigner
- Robeisy Ramírez (* 1993), kubanischer Boxer
- Roberto Ramírez (Hockeyspieler) (* 1957), kubanischer Hockeyspieler
- Roberto Hernández Ramírez (* 1942), mexikanischer Bankier
- Roberto Merino Ramírez (* 1982), peruanischer Fußballspieler
- Rodolfo Ramírez (* 1988), guatemaltekischer Badmintonspieler
- Rodrigo Ramírez (* 1982), chilenischer Fußballspieler
- Rokko Ramirez (* 1969), österreichischer DJ
- Rubén Ramírez Hidalgo (* 1978), spanischer Tennisspieler

### S
- Salvador Fernández Ramírez (1896–1983), spanischer Hispanist und Grammatiker
- Samuel Ramírez Moreno (1898–1951), mexikanischer Psychiater und Hochschullehrer
- Sandra Ramírez (* 1989), mexikanische Fußballschiedsrichterassistentin
- Sandro Ramírez (* 1995), spanischer Fußballspieler
- Santiago Ramírez Morales (* 1994), kolumbianischer Radsportler
- Santiago Ramírez (Fußballspieler) (* 1998), uruguayischer Fußballspieler
- Santiago María Ramírez de Dulanto (1891–1967), spanischer Philosoph und Theologe
- Sara Ramírez (* 1975), mexikanische Schauspielerin
- Sara Ramírez (Tischtennisspielerin) (* 1987), spanische Tischtennisspielerin
- Sara Basterrechea Ramirez (1918–nach 1947), guatemaltekische Chemikerin, Hochschullehrerin und Diplomatin
- Sebastián Ramírez (* 1992), uruguayischer Fußballspieler
- Sergio Ramírez (* 1942), nicaraguanischer Schriftsteller und Menschenrechtler
- Sergio Ramírez (Fußballspieler, 1943) (Sergio Alberto Ramírez Maulén, * 1943), chilenischer Fußballspieler
- Sergio Ramírez (Fußballspieler, 1951) (Sergio Ramirez d'Ávila, * 1951), uruguayischer Fußballspieler
- Sergio Ramírez (Fußballspieler, 1979) (Sergio Juan Ramírez Rosaldo, * 1979), mexikanischer Fußballspieler
- Sergio Ramírez (Tennisspieler) (* 1985), kolumbianischer Tennisspieler

### T
- Tulio Luis Ramírez Padilla (* 1960), venezolanischer Geistlicher, Bischof von Guarenas

### V
- Victor Emilio Ramírez (* 1984), argentinischer Boxer
- Victoria Ramirez (* 1985), US-amerikanische Pornodarstellerin mexikanischer Abstammung, siehe Vicki Chase
- Virginia Ramírez (* 1964), spanische Hockeyspielerin
- Viviana Serna Ramirez (* 1990), kolumbianische Theater-, Film- und Fernsehschauspielerin, siehe Viviana Serna

### W
- Waldo Rubén Barrionuevo Ramírez (1967–2022), bolivianischer Geistlicher, Apostolischer Vikar von Reyes

### Y
- Yahima Ramirez (* 1979), portugiesische Judoka
- Yola Ramírez (1935–2025), mexikanische Tennisspielerin

## Sonstiges
- Ramirez (Texas), Ort in Texas
- Ramirez (Band), italienischer Dance-Act
- Ramirez (Unternehmen), mexikanischer Lkw-Hersteller
- Ramírez Island